# Saïd Rustamov
Pour les articles homonymes, voir Rustamov.
Saïd Rustamov (en azéri:Səid Əli oğlu Rüstəmov; né le 12 mai 1907 à Erevan et mort le 10 juin 1983 à Bakou), est un compositeur azérbaïdjanais. 

## Biographie
En 1924, Saïd Rustamov s'inscrit à l'école de musique en classe de tar. Après avoir terminé l'école, il travaille comme professeur. Dans les années 1930, il écrit sa première œuvre, la fantaisie « Bayati-Kurde ». Il est également invité au théâtre dramatique pour composer la musique de spectacles.
Il est l'élève du grand compositeur Uzeyir Hajibeyov. De 1935 à 1975 il est directeur artistique de l'orchestre des instruments folkloriques. 

## Œuvre
Saïd Rustamov met en partition et écrit le premier livre d'école de târ. Avec Asaf Zeynally, ils mettent en partition la musique nationale. Les chansons occupent une place importante dans l'oeuvre de S.Rustamov. Il s'adresse largement au mugam et à la musique traditionnelle. Il est connu pour ses comédies musicales, ses concerts et ses chansons populaires.

## Distinctions
- prix Staline de 3e degré (1951), pour les chansons Komsomol, Sürəyya, Je vote pour la paix, Sumqayıt
- artiste du peuple de la RSS d'Azerbaïdjan (1957)
- ordre du Drapeau rouge du Travail (1959)[4]